# Max von Löwenthal
Max Löwenthal, ab 1863 Ritter von Löwenthal, ab 1868 Freiherr von Löwenthal (Pseudonym: Leo Walthen, ein Anagramm von „Loewenthal“; * 7. April 1799 in Wien; † 12. Juli 1872 ebenda) war ein österreichischer Schriftsteller und Funktionär im Postwesen. 

## Leben
Löwenthal studierte Rechtswissenschaften an der Universität Wien. Nach seinem Abschluss unternahm er eine umfangreichere Reise durch Europa, bevor er am 1. April 1823 in den Staatsdienst aufgenommen wurde. Zunächst war er Konzeptspraktikant bei der k. k. Hof- und niederösterreichischen Kammerprokuratur. 1825 kam er als solcher an die Allgemeine Hofkammer. Dort wurde er 1830 erst überzähliger, dann wirklicher Hofkonzipist. Ab 1835 war er im Postdepartement tätig, ab 1842 Rat und Adjunkt der Obersten Hofpostverwaltung, bevor er 1849 Sektionsrat im neu eingerichteten Österreichischen Handelsministerium wurde. Seine Beförderung zum Ministerialrat erfolgte 1857. Als 1866 ein eigenes Departement für Post- und Telegraphenangelegenheiten im Handelsministerium geschaffen wurde, erhielt er am 5. März 1866 die Ernennung zum Leiter desselben mit dem Titel Generaldirektor. 1867 wurde er in den Ruhestand versetzt.
Löwenthals Laufbahn als Ministerialbeamter war darauf ausgerichtet, das Post- und Telegrafenwesen in Österreich auszubauen und zu verbessern. So wurden unter ihm auch die Postverträge mit Russland 1843 in St. Petersburg, mit der Schweiz 1852 in Lindau und mit Frankreich jeweils 1852 und 1857 in Paris geschlossen. Er war zwischen 1851 und 1861 regelmäßig Vertreter Österreichs bei den Konferenzen des Deutsch-Österreichischen Telegrafenvereins und des Deutsch-Österreichischen Postvereins. 1863 war er Vertreter Österreichs bei der ersten Internationalen Postkonferenz in Paris. 
Löwenthal beschäftigte sich außerdem einen Großteil seines Lebens mit Literatur. Er verfasste mehrere Stücke, die teilweise auch gedruckt wurden. Die Freunde nach der Mode, wurde 1822 auf einer Prager Bühne uraufgeführt. Der Schriftsteller Nikolaus Lenau zählte zu seinen Freunden, ebenso wie Philipp Mayer. Zusammen mit seiner Ehefrau Sophie, geborene von Kleyle (* 25. Oktober 1810 in Wien; † 9. Mai 1889 ebenda), führte er einen Literarischen Salon in Wien.
Sein Vetter war der General Johann von Löwenthal.

## Ehrungen (Auswahl)
- Nobilitierung (30. Juli 1863 zum Ritter, 1868 zum Freiherrn)
- Ritterkreuz des Österreichisch-kaiserlichen Leopold-Orden
- Ritter II. Klasse des österreichischen Ordens der Eisernen Krone
- Russischer Annen-Orden II. Klasse mit Brillanten
- Ritter II. Klasse des Preußischen Roter-Adlerorden

## Werke (Auswahl)
- Die Skizzen aus dem Tagebuche einer Reise durch Frankreich, Grossbritannien und Deutschland, 2 Bände, Wallishauser, Wien 1825.
- Die Caledonier, ein Trauerspiel, Wien 1826.
- (Hrsg.): Philipp Mayer: Dichtungen, Gehlen, Wien 1828.
- Der Cid, ein Gedicht, Wien 1831.
- Gedichte, Überreuter, Wien 1871.